# Robert Blair
Robert Blair (Edinburgh, 1699 - Athelstaneford, 4 februari 1746) was een Schots dichter.
Blair was de oudste zoon van Robert Blair, dominee in Edinburgh, en ontving zijn opleiding aan de Universiteit van Edinburgh en in Nederland. In 1731 werd hij zelf dominee in Athelstaneford in East Lothian. Hij trouwde met Isabella Law in 1738. Aangezien Blair stamde uit een rijke familie had hij alle tijd en gelegenheid om zich te wijden aan zijn hobby's, tuinieren en de bestudering van de Engelse poëzie. 
Robert Blair dankt zijn bekendheid aan slechts één werk: The Grave uit 1743, dat grote populariteit genoot. Het gedicht telt 767 regels en is geschreven in blanke verzen.
Hoewel de inhoud van het gedicht lichtvoetiger is dan de titel doet vermoeden, wordt Blair vanwege dit werk wel beschouwd als een van de 'vaders' van de kerkhofpoëzie, die zou leiden tot een groep van dichters die wordt aangeduid als de 'Graveyard poets'.
In 1808 verscheen een uitgave van het gedicht met illustraties van William Blake.